# França a la Copa del Món de futbol
Aquest és el registre dels resultats de França a la Copa del Món. França ha guanyat dues Copes del Món, els anys 1998 i 2018. També en va ser finalista en dos ocasions, el 2006 i el 2022.

## Resum d'actuacions
Campions      Finalistes      Tercers      Quarts
Un requadre vermell indica que eren amfitrions del campionat.
| Historial a la Copa del Món | Historial a la Copa del Món | Historial a la Copa del Món | Historial a la Copa del Món | Historial a la Copa del Món | Historial a la Copa del Món | Historial a la Copa del Món | Historial a la Copa del Món | Historial a la Copa del Món |
| Edició                      | Ronda                       | Posició                     | PJ                          | PG                          | PE                          | PP                          | GF                          | GC                          |
| --------------------------- | --------------------------- | --------------------------- | --------------------------- | --------------------------- | --------------------------- | --------------------------- | --------------------------- | --------------------------- |
| 1930                        | Primera fase                | 7s                          | 3                           | 1                           | 0                           | 2                           | 4                           | 3                           |
| 1934                        | Primera fase                | 9s                          | 1                           | 0                           | 0                           | 1                           | 2                           | 3                           |
| 1938                        | Quarts de final             | 6s                          | 2                           | 1                           | 0                           | 1                           | 4                           | 4                           |
| 1950                        | No s'hi classificà          | No s'hi classificà          | No s'hi classificà          | No s'hi classificà          | No s'hi classificà          | No s'hi classificà          | No s'hi classificà          | No s'hi classificà          |
| 1954                        | Primera fase                | 11s                         | 2                           | 1                           | 0                           | 1                           | 3                           | 3                           |
| 1958                        | Tercer lloc                 | 3s                          | 6                           | 4                           | 0                           | 2                           | 23                          | 15                          |
| 1962                        | No s'hi classificà          | No s'hi classificà          | No s'hi classificà          | No s'hi classificà          | No s'hi classificà          | No s'hi classificà          | No s'hi classificà          | No s'hi classificà          |
| 1966                        | Primera fase                | 13s                         | 3                           | 0                           | 1                           | 2                           | 2                           | 5                           |
| 1970                        | No s'hi classificà          | No s'hi classificà          | No s'hi classificà          | No s'hi classificà          | No s'hi classificà          | No s'hi classificà          | No s'hi classificà          | No s'hi classificà          |
| 1974                        | No s'hi classificà          | No s'hi classificà          | No s'hi classificà          | No s'hi classificà          | No s'hi classificà          | No s'hi classificà          | No s'hi classificà          | No s'hi classificà          |
| 1978                        | Primera fase                | 12s                         | 3                           | 1                           | 0                           | 2                           | 5                           | 5                           |
| 1982                        | Quart lloc                  | 4s                          | 7                           | 3                           | 2                           | 2                           | 16                          | 12                          |
| 1986                        | Tercer lloc                 | 3s                          | 7                           | 4                           | 2                           | 1                           | 12                          | 6                           |
| 1990                        | No s'hi classificà          | No s'hi classificà          | No s'hi classificà          | No s'hi classificà          | No s'hi classificà          | No s'hi classificà          | No s'hi classificà          | No s'hi classificà          |
| 1994                        | No s'hi classificà          | No s'hi classificà          | No s'hi classificà          | No s'hi classificà          | No s'hi classificà          | No s'hi classificà          | No s'hi classificà          | No s'hi classificà          |
| 1998                        | Campions                    | 1s                          | 7                           | 6                           | 1                           | 0                           | 15                          | 2                           |
| 2002                        | Primera fase                | 28s                         | 3                           | 0                           | 1                           | 2                           | 0                           | 3                           |
| 2006                        | Finalistes                  | 2s                          | 7                           | 4                           | 3                           | 0                           | 9                           | 3                           |
| 2010                        | Primera fase                | 29s                         | 3                           | 0                           | 1                           | 2                           | 1                           | 4                           |
| 2014                        | Quarts de final             | 7s                          | 5                           | 3                           | 1                           | 1                           | 10                          | 3                           |
| 2018                        | Campions                    | 1s                          | 7                           | 6                           | 1                           | 0                           | 14                          | 6                           |
| 2022                        | Finalistes                  | 2s                          | 7                           | 5                           | 1                           | 1                           | 16                          | 8                           |
| 2026                        | Pendent                     | Pendent                     | Pendent                     | Pendent                     | Pendent                     | Pendent                     | Pendent                     | Pendent                     |
| 2030                        | Pendent                     | Pendent                     | Pendent                     | Pendent                     | Pendent                     | Pendent                     | Pendent                     | Pendent                     |
| 2034                        | Pendent                     | Pendent                     | Pendent                     | Pendent                     | Pendent                     | Pendent                     | Pendent                     | Pendent                     |
| Total                       | 2 Títols                    | 2 Títols                    | 73                          | 39                          | 14                          | 20                          | 136                         | 85                          |

## Uruguai 1930

### Fase de grups: Grup 1
| Pos | Equip     | PJ | PG | PE | PP | GF | GC | DG | Pts | Classificació       |
| --- | --------- | -- | -- | -- | -- | -- | -- | -- | --- | ------------------- |
| 1   | Argentina | 3  | 3  | 0  | 0  | 10 | 4  | +6 | 6   | Avança a semifinals |
| 2   | Xile      | 3  | 2  | 0  | 1  | 5  | 3  | +2 | 4   |                     |
| 3   | França    | 3  | 1  | 0  | 2  | 4  | 3  | +1 | 2   |                     |
| 4   | Mèxic     | 3  | 0  | 0  | 3  | 4  | 13 | −9 | 0   |                     |

| França                                              | 4–1     | Mèxic       |
| --------------------------------------------------- | ------- | ----------- |
| L. Laurent 19' · Langiller 40' · Maschinot 43', 87' | Informe | Carreño 70' |

| Argentina | 1–0     | França |
| --------- | ------- | ------ |
| Monti 81' | Informe |        |

| Xile         | 1–0     | França |
| ------------ | ------- | ------ |
| Subiabre 67' | Informe |        |

## Itàlia 1934

### Vuitens de final
| Àustria                                | 3–2 (pr.) | França                           |
| -------------------------------------- | --------- | -------------------------------- |
| Sindelar 44' · Schall 93' · Bican 109' | Informe   | Nicolas 18' · Verriest 116' (p.) |

## França 1938

### Vuitens de final
| França                         | 3–1     | Bèlgica        |
| ------------------------------ | ------- | -------------- |
| Veinante 1' · Nicolas 16', 69' | Informe | Isemborghs 38' |

### Quarts de final
| França        | 1–3    | Itàlia                       |
| ------------- | ------ | ---------------------------- |
| Heisserer 10' | Report | Colaussi 9' · Piola 51', 72' |

## Suïssa 1954

### Primera fase: Grup 1
| Pos | Equip      | PJ | PG | PE | PP | GF | GC | DG | Pts | Classificació           |
| --- | ---------- | -- | -- | -- | -- | -- | -- | -- | --- | ----------------------- |
| 1   | Brasil     | 2  | 1  | 1  | 0  | 6  | 1  | +5 | 3   | Avança a la segona fase |
| 2   | Iugoslàvia | 2  | 1  | 1  | 0  | 2  | 1  | +1 | 3   | Avança a la segona fase |
| 3   | França     | 2  | 1  | 0  | 1  | 3  | 3  | 0  | 2   |                         |
| 4   | Mèxic      | 2  | 0  | 0  | 2  | 2  | 8  | −6 | 0   |                         |

| Iugoslàvia      | 1–0     | França |
| --------------- | ------- | ------ |
| Milutinović 15' | Informe |        |

| França                                            | 3–2     | Mèxic                       |
| ------------------------------------------------- | ------- | --------------------------- |
| Vincent 19' · Cárdenas 46' (p.p.) · Kopa 88' (p.) | Informe | Lamadrid 54' · Balcázar 85' |

## Suècia 1958

### Primera fase: Grup 2
| Pos | Equip      | PJ | PG | PE | PP | GF | GC | GR    | Pts | Classificació           |
| --- | ---------- | -- | -- | -- | -- | -- | -- | ----- | --- | ----------------------- |
| 1   | França     | 3  | 2  | 0  | 1  | 11 | 7  | 1,571 | 4   | Avança a la segona fase |
| 2   | Iugoslàvia | 3  | 1  | 2  | 0  | 7  | 6  | 1,167 | 4   | Avança a la segona fase |
| 3   | Paraguai   | 3  | 1  | 1  | 1  | 9  | 12 | 0,750 | 3   |                         |
| 4   | Escòcia    | 3  | 0  | 1  | 2  | 4  | 6  | 0,667 | 1   |                         |

| França                                                                         | 7–3     | Paraguai                            |
| ------------------------------------------------------------------------------ | ------- | ----------------------------------- |
| Fontaine 24', 30', 67' · Piantoni 52' · Wisnieski 61' · Kopa 70' · Vincent 83' | Informe | Amarilla 20', 44' (p.) · Romero 50' |

| Iugoslàvia                           | 3–2     | França           |
| ------------------------------------ | ------- | ---------------- |
| Petaković 16' · Veselinović 63', 88' | Informe | Fontaine 4', 85' |

| Iugoslàvia                           | 3–2     | França           |
| ------------------------------------ | ------- | ---------------- |
| Petaković 16' · Veselinović 63', 88' | Informe | Fontaine 4', 85' |

Partit pel segon lloc:

### Segona fase

#### Quarts de final
| França                                           | 4–0     | Irlanda del Nord |
| ------------------------------------------------ | ------- | ---------------- |
| Wisnieski 44' · Fontaine 55', 63' · Piantoni 68' | Informe |                  |

#### Semifinals
| Brasil                                  | 5–2     | França                     |
| --------------------------------------- | ------- | -------------------------- |
| Vavá 2' · Didi 39' · Pelé 52', 64', 75' | Informe | Fontaine 9' · Piantoni 83' |

#### Partit pel tercer lloc
| França                                                  | 6–3     | Alemanya Occidental                      |
| ------------------------------------------------------- | ------- | ---------------------------------------- |
| Fontaine 16', 36', 78', 89' · Kopa 27' (p.) · Douis 50' | Informe | Cieslarczyk 18' · Rahn 52' · Schäfer 84' |

## Anglaterra 1966

### Primera fase: Grup 1
| Pos | Equip      | PJ | PG | PE | PP | GF | GC | GR    | Pts | Classificació           |
| --- | ---------- | -- | -- | -- | -- | -- | -- | ----- | --- | ----------------------- |
| 1   | Anglaterra | 3  | 2  | 1  | 0  | 4  | 0  | —     | 5   | Avança a la segona fase |
| 2   | Uruguai    | 3  | 1  | 2  | 0  | 2  | 1  | 2,000 | 4   | Avança a la segona fase |
| 3   | Mèxic      | 3  | 0  | 2  | 1  | 1  | 3  | 0,333 | 2   |                         |
| 4   | França     | 3  | 0  | 1  | 2  | 2  | 5  | 0,400 | 1   |                         |

| França      | 1–1     | Mèxic     |
| ----------- | ------- | --------- |
| Hausser 62' | Informe | Borja 48' |

| Uruguai                | 2–1     | França                |
| ---------------------- | ------- | --------------------- |
| Rocha 26' · Cortés 31' | Informe | De Bourgoing 15' (p.) |

| Anglaterra    | 2–0     | França |
| ------------- | ------- | ------ |
| Hunt 38', 75' | Informe |        |

## Argentina 1978

### Primera fase: Grup 1
| Pos | Equip     | PJ | PG | PE | PP | GF | GC | DG | Pts | Classificació           |
| --- | --------- | -- | -- | -- | -- | -- | -- | -- | --- | ----------------------- |
| 1   | Itàlia    | 3  | 3  | 0  | 0  | 6  | 2  | +4 | 6   | Avança a la segona fase |
| 2   | Argentina | 3  | 2  | 0  | 1  | 4  | 3  | +1 | 4   | Avança a la segona fase |
| 3   | França    | 3  | 1  | 0  | 2  | 5  | 5  | 0  | 2   |                         |
| 4   | Hongria   | 3  | 0  | 0  | 3  | 3  | 8  | −5 | 0   |                         |

| Equip 1                    | 2–1     | Equip2     |
| -------------------------- | ------- | ---------- |
| Rossi 29' · Zaccarelli 54' | Informe | Lacombe 1' |

| Equip 1                         | 2–1     | Equip2      |
| ------------------------------- | ------- | ----------- |
| Passarella 45' (p.) · Luque 73' | Informe | Platini 60' |

| Equip 1                                 | 3–1     | Equip2      |
| --------------------------------------- | ------- | ----------- |
| Lopez 23' · Berdoll 38' · Rocheteau 42' | Informe | Zombori 41' |

## Espanya 1982

### Primera fase: Grup 4
| Pos | Equip          | PJ | PG | PE | PP | GF | GC | DG | Pts | Classificació           |
| --- | -------------- | -- | -- | -- | -- | -- | -- | -- | --- | ----------------------- |
| 1   | Anglaterra     | 3  | 3  | 0  | 0  | 6  | 1  | +5 | 6   | Avança a la segona fase |
| 2   | França         | 3  | 1  | 1  | 1  | 6  | 5  | +1 | 3   | Avança a la segona fase |
| 3   | Txecoslovàquia | 3  | 0  | 2  | 1  | 2  | 4  | −2 | 2   |                         |
| 4   | Kuwait         | 3  | 0  | 1  | 2  | 2  | 6  | −4 | 1   |                         |

| Anglaterra                   | 3–1     | França    |
| ---------------------------- | ------- | --------- |
| Robson 1', 67' · Mariner 83' | Informe | Soler 24' |

| França                                            | 4–1     | Kuwait          |
| ------------------------------------------------- | ------- | --------------- |
| Genghini 31' · Platini 43' · Six 48' · Bossis 89' | Informe | Al-Buloushi 75' |

| França  | 1–1     | Txecoslovàquia   |
| ------- | ------- | ---------------- |
| Six 66' | Informe | Panenka 84' (p.) |

### Segona fase: Grup D
| Pos | Equip            | PJ | PG | PE | PP | GF | GC | DG | Pts | Classificació          |
| --- | ---------------- | -- | -- | -- | -- | -- | -- | -- | --- | ---------------------- |
| 1   | França           | 2  | 2  | 0  | 0  | 5  | 1  | +4 | 4   | Avança a la fase final |
| 2   | Àustria          | 2  | 0  | 1  | 1  | 2  | 3  | −1 | 1   |                        |
| 3   | Irlanda del Nord | 2  | 0  | 1  | 1  | 3  | 6  | −3 | 1   |                        |

| Àustria | 0–1     | França       |
| ------- | ------- | ------------ |
|         | Informe | Genghini 39' |

| França                                | 4–1     | Irlanda del Nord |
| ------------------------------------- | ------- | ---------------- |
| Giresse 33', 80' · Rocheteau 46', 68' | Informe | Armstrong 75'    |

### Fase final

#### Semifinal
| Alemanya Occidental                                              | 3–3 (pr.) | França                                                |
| ---------------------------------------------------------------- | --------- | ----------------------------------------------------- |
| Littbarski 17' · Rummenigge 102' · Fischer 108'                  | Informe   | Platini 26' (p.) · Trésor 92' · Giresse 98'           |
| Tanda de penals                                                  |           |                                                       |
| Kaltz · Breitner · Stielike · Littbarski · Rummenigge · Hrubesch | 5–4       | Giresse · Amoros · Rocheteau · Six · Platini · Bossis |

#### Partit pel tercer lloc
| Polònia                                     | 3–2     | França                   |
| ------------------------------------------- | ------- | ------------------------ |
| Szarmach 40' · Majewski 44' · Kupcewicz 46' | Informe | Girard 13' · Couriol 72' |

## Mèxic 1986

### Primera fase: Grup C
| Pos | Equip          | PJ | PG | PE | PP | GF | GC | DG | Pts | Classificació                      |
| --- | -------------- | -- | -- | -- | -- | -- | -- | -- | --- | ---------------------------------- |
| 1   | Unió Soviètica | 3  | 2  | 1  | 0  | 9  | 1  | +8 | 5   | Avança a la fase final             |
| 2   | França         | 3  | 2  | 1  | 0  | 5  | 1  | +4 | 5   | Avança a la fase final             |
| 3   | Hongria        | 3  | 1  | 0  | 2  | 2  | 9  | −7 | 2   | Opta a una plaça per la fase final |
| 4   | Canadà         | 3  | 0  | 0  | 3  | 0  | 5  | −5 | 0   |                                    |

| Canadà | 0–1     | França    |
| ------ | ------- | --------- |
|        | Informe | Papin 79' |

| França             | 1–1     | Unió Soviètica |
| ------------------ | ------- | -------------- |
| Luis Fernández 60' | Informe | Rats 53'       |

| Hongria | 0–3     | França                                   |
| ------- | ------- | ---------------------------------------- |
|         | Informe | Stopyra 29' · Tigana 62' · Rocheteau 84' |

### Segona fase

#### Vuitens de final
| Itàlia | 0–2     | França                    |
| ------ | ------- | ------------------------- |
|        | Informe | Platini 15' · Stopyra 57' |

#### Quarts de final
| Brasil                                          | 1–1 (pr.) | França                                           |
| ----------------------------------------------- | --------- | ------------------------------------------------ |
| Careca 17'                                      | Informe   | Platini 40'                                      |
| Tanda de penals                                 |           |                                                  |
| Sócrates · Alemão · Zico · Branco · Júlio César | 3–4       | Stopyra · Amoros · Bellone · Platini · Fernández |

#### Semifinals
| França | 0–2     | Alemanya Occidental    |
| ------ | ------- | ---------------------- |
|        | Informe | Brehme 9' · Völler 89' |

#### Partit pel tercer lloc
| Bèlgica                     | 2–4 (pr.) | França                                                     |
| --------------------------- | --------- | ---------------------------------------------------------- |
| Ceulemans 11' · Claesen 73' | Informe   | Ferreri 27' · Papin 43' · Genghini 104' · Amorós 111' (p.) |

## Rússia 2018

### Fase de grups: Grup C
| Pos | Equip     | PJ | PG | PE | PP | GF | GC | DG | Pts | Classificació        |
| --- | --------- | -- | -- | -- | -- | -- | -- | -- | --- | -------------------- |
| 1   | França    | 3  | 2  | 1  | 0  | 3  | 1  | +2 | 7   | Avança a segona fase |
| 2   | Dinamarca | 3  | 1  | 2  | 0  | 2  | 1  | +1 | 5   | Avança a segona fase |
| 3   | Perú      | 3  | 1  | 0  | 2  | 2  | 2  | 0  | 3   |                      |
| 4   | Austràlia | 3  | 0  | 1  | 2  | 2  | 5  | −3 | 1   |                      |

| França                                 | 2–1     | Austràlia        |
| -------------------------------------- | ------- | ---------------- |
| Griezmann 58' (p.) · Behich 81' (p.p.) | Informe | Jedinak 62' (p.) |

| França     | 1–0     | Perú |
| ---------- | ------- | ---- |
| Mbappé 34' | Informe |      |

| Dinamarca | 0–0     | França |
| --------- | ------- | ------ |
|           | Informe |        |

### Segona fase

#### Vuitens de final
| França                                            | 4–3     | Argentina                                 |
| ------------------------------------------------- | ------- | ----------------------------------------- |
| Griezmann 13' (p.) · Pavard 57' · Mbappé 64', 68' | Informe | Di María 41' · Mercado 48' · Agüero 90+3' |

#### Quarts de final
| Uruguai | 0–2     | França                     |
| ------- | ------- | -------------------------- |
|         | Informe | Varane 40' · Griezmann 61' |

#### Semifinal
| França     | 1–0     | Bèlgica |
| ---------- | ------- | ------- |
| Umtiti 51' | Informe |         |

#### Final
| França                                                             | 4–2     | Croàcia                     |
| ------------------------------------------------------------------ | ------- | --------------------------- |
| Mandžukić 18' (p.p.) · Griezmann 38' (p.) · Pogba 59' · Mbappé 65' | Informe | Perišić 28' · Mandžukić 69' |